# Ramadi
Ramadi (en arabe : الرمادي qui signifie gris) est une ville d'Irak, située dans la province d'Al-Anbar dont elle est la capitale.

## Géographie
La ville est située au centre de l'Irak à environ 110 kilomètres à l'ouest de Bagdad et à 50 kilomètres à l'ouest de Falloujah. Elle s'étend le long de l'Euphrate dans une plaine alluviale fertile.

## Histoire
La ville moderne est fondée en 1869 par le gouverneur ottoman de Bagdad.
Durant la guerre d'Irak, elle est un important centre de coordination des insurgés et le théâtre d'une bataille de juin à novembre 2006 pour son contrôle. En 2006 après la mort de leur dirigeant Abu Moussab A'lzarkawi, les partisans de son groupe fondent de l'Etat Islamique d'Irak.
Elle est de nouveau le théâtre de combats entre forces gouvernementales et combattants du groupe « État islamique en Irak et au Levant » à partir du 30 décembre 2013. Le 15 mai 2015, la ville passe sous le contrôle de l'organisation « État islamique » puis est graduellement reprise par l'armée irakienne à partir du mois de novembre suivant lors d'une nouvelle bataille. Le 28 décembre de la même année, l'armée irakienne déclare avoir repris entièrement la ville à l'État islamique.

## Politique et administration
La ville est le chef-lieu du district homonyme et la capitale de la province d'Al-Anbar.

## Population et société

### Démographie
La population de la ville était estimée à environ 483 000 habitants en 2004.
C'est actuellement une ville fantôme, détruite à 80 % et à peu près vidée de ses habitants par les batailles de ces dernières années : ceux qui n'ont pas fui la ville lors de la conquête par l'OEI l'ont quittée depuis.